# Павлюк Ганна Герасимівна
Ганна Герасимівна Павлюк (1915 , Млинів, Дубенський повіт, Волинська губернія, Російська імперія  — невідомо ) — українська радянська діячка, селянка-наймичка, член жіночого комітету, член правління колгоспу села Смордви Млинівського району Рівненської області. Депутат Верховної Ради УРСР 1-го скликання (1940–1947).

## Біографія
Народилася 1915 року в родині бідного селянина села Муравиця, тепер у складі смт Млинів, Млинівський район, Рівненська область, Україна. У п'ятирічному віці втратила матір. З тринадцятирічного віку наймитувала у заможних селян та в поміщика Упоровського.
Вийшла заміж за наймита Павлюка із села Смордви Млинівського повіту. Разом із чоловіком наймитувала у графа Ледуховського.
З осені 1939 по 1941 рік — сільська активістка, член жіночого комітету, член правління колгоспу села Смордви Млинівського району Ровенської області.
24 березня 1940 року обрана депутатом Верховної Ради УРСР 1-го скликання по Млинівському виборчому округу № 353 Ровенської області.
Кандидат у члени ВКП(б) з квітня 1944 року.
Від початку німецько-радянської війни — в евакуації в Пензенській області.
Станом на березень 1945 року — слухач партійних курсів у Львові.